# 查姆普林梅多斯 (印地安納州)
查姆普林梅多斯（英語：Champlin Meadows）是位於美國印地安納州摩根縣的一個非建制地區。該地的面積和人口皆未知。